# Käthe Grasegger
Käthe Grasegger, née le 19 juin 1917 à Partenkirchen, décédée le 28 août 2001 est une ancienne skieuse alpine allemande.

## Palmarès

### Jeux olympiques
| Épreuve / Édition              | Combiné |
| ------------------------------ | ------- |
| JO 1936 Garmisch-Partenkirchen | Argent  |

### Championnats du monde
| Épreuve / Édition          | Descente | Slalom | Combiné  |
| -------------------------- | -------- | ------ | -------- |
| Mondiaux 1934 Saint-Moritz | 11e      | 5e     | 8e       |
| Mondiaux 1935 Mürren       | 5e       | Bronze | Bronze   |
| Mondiaux 1937 Chamonix     | Bronze   | Argent | Bronze   |
| Mondiaux 1938 Engelberg    | Bronze   | 5e     | ' Bronze |